# Concord, Missouri
Concord är en ort i St. Louis County i delstaten Missouri, USA.